# Stazione di Pont de Fusta

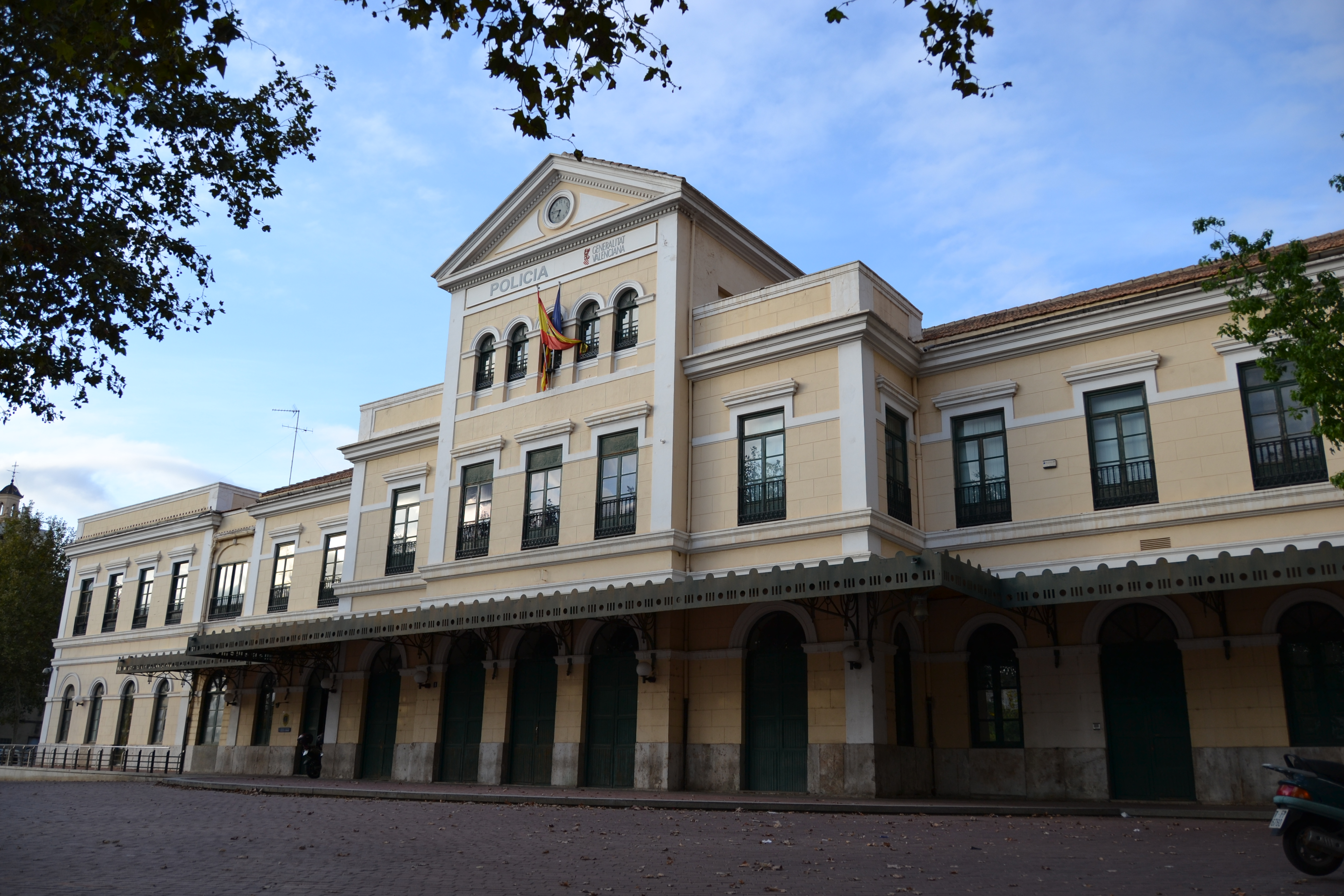
L'edificio della stazione, ora convertito in stazione di polizia

Pont de Fusta era una stazione ferroviaria di Valencia, in Spagna, capolinea delle linee a scartamento ridotto  Valencia-Grao, Valencia-Bétera e Valencia-Rafelbunyol che hanno servito la città spagnola e la sua area metropolitana tra il 1888 e il 1995. La stazione venne chiusa a seguito della trasformazione delle ferrovie che la servivano in linee tranviarie. Il fabbricato viaggiatori venne quindi ristrutturato e trasformato in una stazione della polizia locale.
Il 21 maggio 1994, con l'inaugurazione della linea 4 della rete tranviaria di Metrovalencia, è stata aperta la fermata Pont de Fusta, situata poco più a nord della stazione ferroviaria.